# CAブリーヴ
クラブ・アトレティック・ブリーヴ・コレーズ・リムザン（仏: Club Athlétique Brive Corrèze Limousin）は、フランスのコレーズ県ブリーヴ＝ラ＝ガイヤルドに本拠地を置くラグビーユニオンクラブである。スタジアムはスタッド・アメデ＝ドメネク。

## 歴史
1910年創設。
1996-97シーズンのハイネケンカップで初優勝。翌1997-98シーズンのハイネケンカップでも決勝に進出したが、1点差でバースに敗れ、連覇はならなかった。

## タイトル

### 国内タイトル
- フランス選手権（現・トップ14）
  - 準優勝 4回（1965, 1972, 1975, 1996）

### 国際タイトル
- ハイネケンカップ
  - 優勝 1回（1996）
  - 準優勝 1回（1997）

## スコッド
- コートニー・ローズ(イングランド代表)
- コンスタンティネ・ミカウタゼ(ジョージア代表)
- テビタ・ラトゥバ(フィジー代表)
- シタレキ・ティマニ(オーストラリア代表)
- アシエル・ウサッラガ(スペイン代表)
- ロス・モリアーティ(ウェールズ代表)
- カーウィン・ボッシュ(南アフリカ代表)
- サム・ジョンソン(スコットランド代表)

## 歴代所属選手
- グレガー・タウンセンド(スコットランド代表)
- マイク・ブレア(スコットランド代表)
- マイク・タジャール(ポルトガル代表)
- ヨハネス・クッツェー(ナミビア代表)
- チュウェ・ウアニビ(ナミビア代表)
- シラ・プアフィシ(トンガ代表)
- ソオタラ・ファアソオ(サモア代表)
- デンバ・バンバ(フランス代表)
- スティービー・セルケイラ(ポルトガル代表)
- ドミニコ・ワンガニンブロトゥ(フィジー代表)
- ギオルギ・ツツキリゼ(ジョージア代表)
- オタル・ギオルガゼ(ジョージア代表)
- テド・アブジャンダゼ(ジョージア代表)
- ニコラス・サンチェス(アルゼンチン代表)
- ピエトロ・チェッカレリ(イタリア代表)
- ヴァノ・カルカゼ(ジョージア代表)
- モトゥ・マトゥウ(サモア代表)
- ヴァシル・ロブジャニゼ(ジョージア代表)
- ルカ・ジャパリゼ(ジョージア代表)
- ロドリゴ・ブルーニ(アルゼンチン代表)
- ジャクソン・ガーデンバショップ
- アクセル・ムジェル(アルゼンチン代表)